# Wathit Nakkari
Wathit Nakkari (thailändisch วาธิต นัครี, * 11. Oktober 2000), auch als Wa bekannt, ist ein thailändischer Fußballspieler.

## Karriere
Wathit Nakkari stand von 2019 bis Saisonende 2020/21 beim Satun United FC unter Vertrag. 2019 spielte der Verein aus Satun in der vierten thailändischen Liga, der Thai League 4. Hier trat er mit Satun in der Southern Region an. Am Ende der Saison feierte er mit Satun die Meisterschaft der Region. In den Aufstiegsspielen zur dritten Liga konnte man sich nicht durchsetzen. 2020 wurde die Saison nach dem zweiten Spieltag wegen der COVID-19-Pandemie unterbrochen. Während der Unterbrechung beschloss der Verband, nach Wiederaufnahme des Spielbetriebs die dritte und die vierte Liga zusammenzulegen. Die dritte Liga startete in sechs Regionen. Satun spielte wieder in der Southern Region. Nach der Saison wechselte er im Sommer 2021 zum Zweitligisten Ranong United FC. Sein Zweitligadebüt für den Verein aus Ranong gab Wathit Nakkari am 19. September 2021 (4. Spieltag) im Auswärtsspiel gegen den Erstligaabsteiger Rayong FC. Hier wurde er in der 74. Minute für Akkhadet Suksiri eingewechselt. Ranong gewann das Spiel durch ein Tor von dem Südkoreaner Yeon Gi-sung mit 1:0. Am Ende der Saison 2022/23 musste er mit Ranong in die dritte Liga absteigen. Für den Klub bestritt er 37 Ligaspiele. Nach dem Abstieg verließ er den Verein und schloss sich im Juli 2023 dem Zweitligaaufsteiger Chanthaburi FC an. Hier kam er bis Mitte Dezember 2023 einmal zum Einsatz. Im gleichen Monat wechselte er zum Drittligisten PT Satun FC. Mit dem Verein aus Satun spielt er in der Southern Region der Liga.

## Erfolge
Satun United FC
- Thai League 4 – South: 2019